# 空港第2ビル駅
空港第2ビル駅（くうこうだいにビルえき）は、千葉県成田市古込にある、東日本旅客鉄道（JR東日本）・京成電鉄の駅である。成田国際空港第2ターミナル内に位置し、両社とも「成田第2・第3ターミナル」の副名称を付与している。

## 概要
成田国際空港（成田空港）へのアクセス駅の一つで、成田空港第2ターミナルに直結している。2015年4月8日に供用開始となった成田空港第3ターミナルの最寄り駅でもあり、英語・中国語・韓国語での駅名表記については両ターミナルを併記する形になっている。なお、第3ターミナルの供用開始前の英語表記は （Narita）Airport Terminal 2 であり、現在も一部の案内でこちらの表記が使われる場合もある。
当駅にはJR東日本の成田線（空港支線）と、京成電鉄の本線ならびに成田空港線（成田スカイアクセス線）が乗り入れる。ただし、JR・京成とも線路を保有しない第二種鉄道事業者で、線路・設備を保有している第三種鉄道事業者は成田空港高速鉄道である。成田線（空港支線）の駅番号はJO 36、京成本線・成田空港線（成田スカイアクセス線）の駅番号は共にKS41。第1ターミナルと第3ターミナルへは無料連絡バスが運行されている。また、第3ターミナルとは連絡通路で繋がっている。
JR東日本の駅はJR東日本ステーションサービスが駅業務を受託する成田統括センター（成田空港駅）管理の業務委託駅（2020年11月30日までびゅうトラベルサービスが受託）。みどりの窓口が設置されている。JRの駅では唯一、アラビア数字が使われている駅名であり、またJR以外の鉄道駅としても駅名にアラビア数字が使われている数少ない鉄道駅でもある（通常、駅名には漢数字が使用される）。
京成電鉄は当駅が駅長配置駅で成田空港駅、東成田駅、成田湯川駅を管理下に置く。また、京成電鉄ならびに大手私鉄では最も東に位置する。
2024年2月、東京都内で行われた有識者会議において、成田国際空港（NAA）は今後予定されている旅客ターミナル再編に合わせて、空港最寄り駅としての機能を新ターミナルに接続する新駅に移行させると同時に本駅は近隣の貨物施設などへ通勤している従業員向けの駅に変更する構想を発表した。
当駅と京成東成田線・芝山鉄道線の東成田駅の間は、長さ約500mの地下連絡通路で結ばれている。

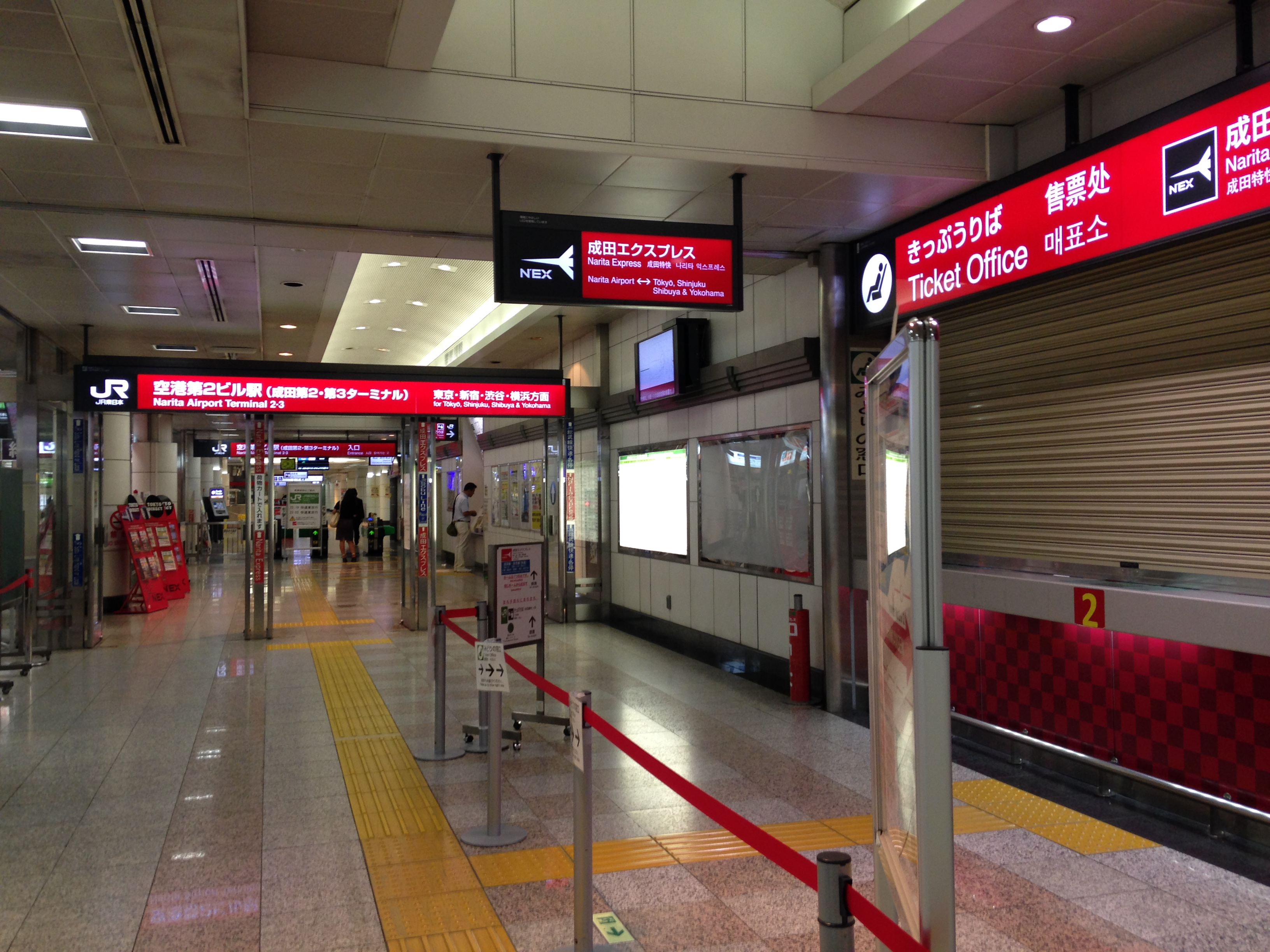
JR側駅出入口（2015年9月）
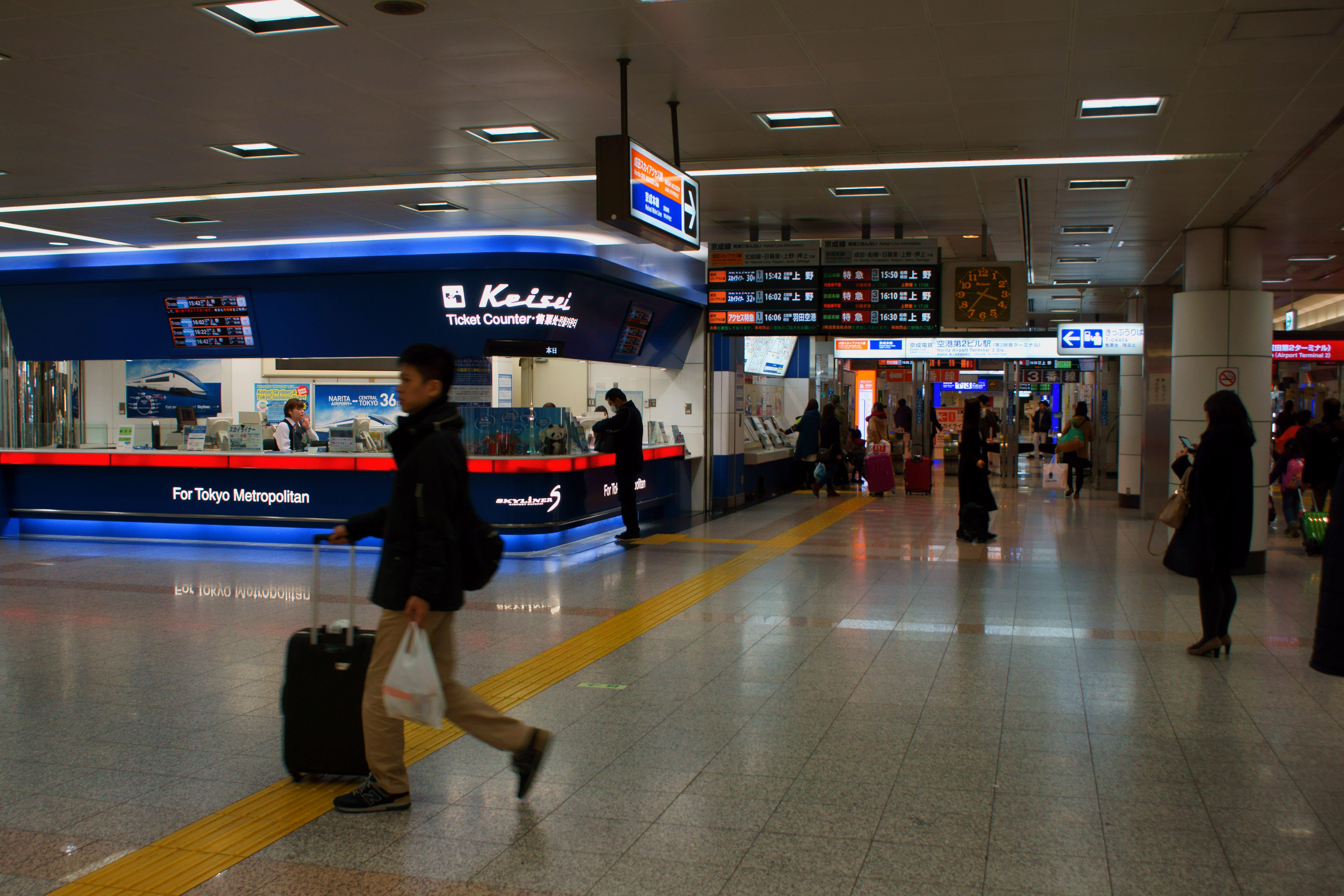
京成側駅出入口（2014年12月）
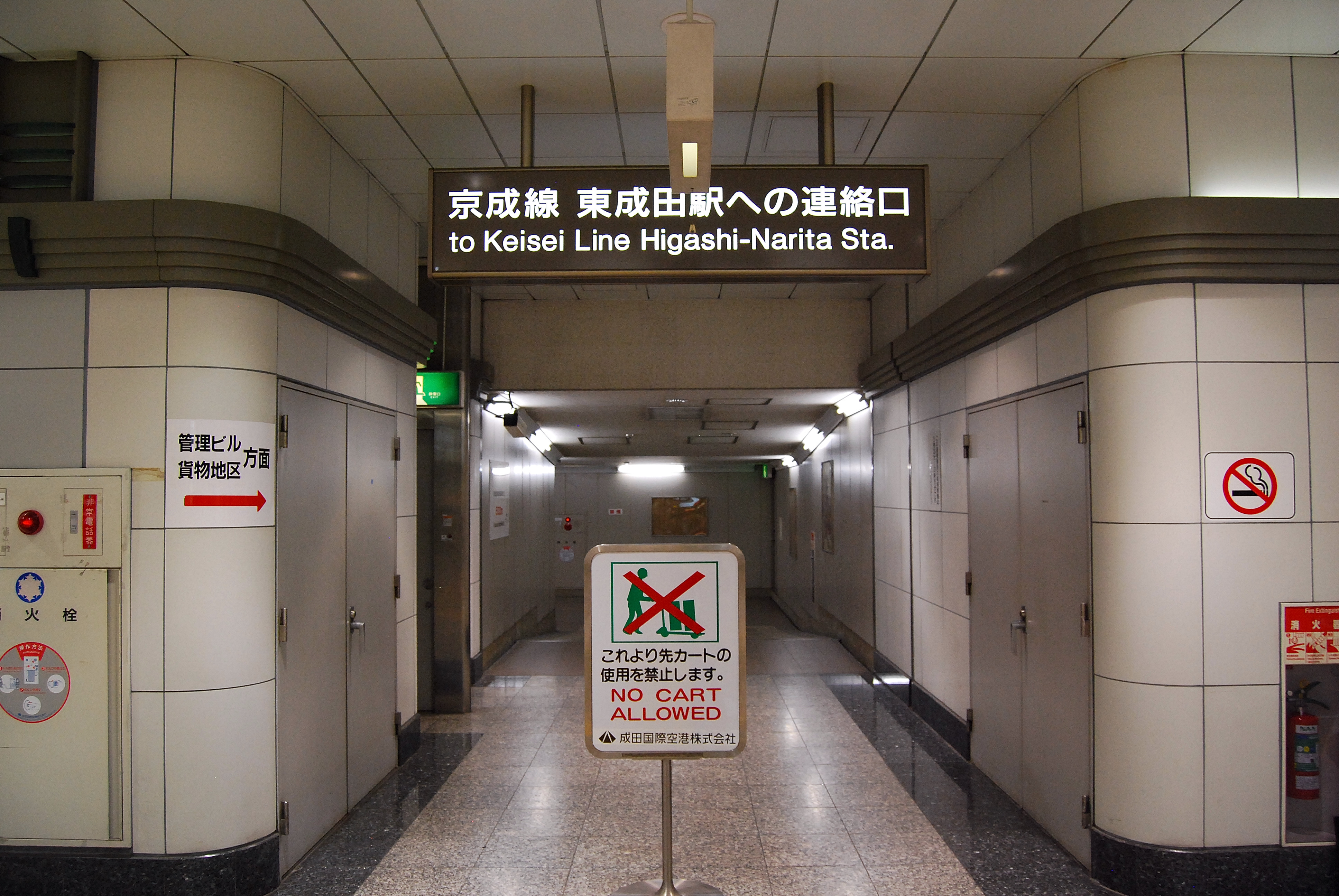
東成田駅方面の地下連絡通路（2010年7月）

## 歴史
現行の京成成田駅 - 駒井野信号場 - 空港第2ビル駅 - 成田空港駅間は、空港開港前は京成・新空港線として京成電鉄の路線として計画された区間である。

### 年表
- 1992年（平成4年）12月3日：第2旅客ターミナルのオープン（同月6日）に先駆けて開業[1][2]。
- 2001年（平成13年）11月18日：JR東日本でICカード「Suica」の利用が可能となる[報道 3]。
- 2007年（平成19年）3月18日：京成電鉄でICカード「PASMO」の利用が可能となる[報道 4]。
- 2009年（平成21年）11月14日：京成電鉄で上り線を新設、1面2線ホームとして供用開始[報道 5][6]。
- 2010年（平成22年）7月17日：成田空港線（成田スカイアクセス線）が開業し、当駅の京成本線コンコースに中間改札が設置される。新設される「シティライナー」・アクセス特急の停車駅となる[報道 6]。
- 2011年（平成23年）3月11日：東北地方太平洋沖地震（東日本大震災）発生。「シティライナー」の当駅への乗り入れはこの日を最後に休止（後に正式に乗り入れ廃止）。以降、当駅に乗り入れる京成本線経由の有料列車は「モーニングライナー」と「イブニングライナー」のみとなる。
- 2015年（平成27年）4月1日：JR東日本の駅が業務委託化。
- 2019年（平成31年・令和元年）
  - 2月23日：京成電鉄2・4番線でホームドアの使用を開始[報道 7]。
  - 3月17日： 京成電鉄1・3番線でホームドアの使用を開始[報道 7]。
  - 12月10日：JRの二重改札を解消[報道 8]。
- 2020年（令和2年）
  - 2月16日： 京成電鉄の出口改札経路変更により、京成本線側からの出場時の二重改札（中間改札）を解消[報道 9]。
  - 3月17日：JR東日本で昇降式ホーム柵の使用を開始[報道 10][新聞 2]。

## 駅構造
成田空港第2ターミナルの地下1階にある地下駅で、JR東日本の単式ホーム1面1線と京成電鉄の島式ホーム1面2線を備える。成田新幹線の施設として複線で建設されていたものの同線の建設が凍結されたため、その施設を転用する形で両社で半分ずつ使用する形で開業したものである。そのため開業時には相対式ホーム2面2線を1面1線ずつ使用し、線路も両社とも単線で上り列車と下り列車が同一ホームに発着していた。しかし、成田スカイアクセス線の開業で列車本数が増えることに対応するため、2009年11月14日に京成電鉄が使用しているホームが改良・拡張され、上りホームが新たに増設された。従来のホームは下り線となり、現在京成側は上り列車と下り列車の走行線路が分離されている。なお、京成本線の線路は当駅の京成成田方で上下線が合流していたが、この改良に伴って、京成本線の合流点が当駅の成田空港方に移設されたため、当駅と京成成田間の線路が完全に複線化された。
JR側のコンコースには、ジャパンレールパスの引き換えや訪日外国人向けの旅行サービスを提供するJR東日本訪日旅行センター「JR EAST Travel Service Center」が設置されていた（運営はJR東日本グループのびゅうトラベルサービス）。同施設は2016年11月11日に、JR東日本が窓口の拡充を行うことを発表し、2017年1月21日に窓口が4窓から8窓に増設されたが、現在は閉店し、「駅たびコンシェルジュ」に転換されている。また、京成側にも2015年12月1日より同じく訪日外国人向けの旅行サービスを提供する「SKYLINER & KEISEI INFORMATION CENTER」が設置されている。

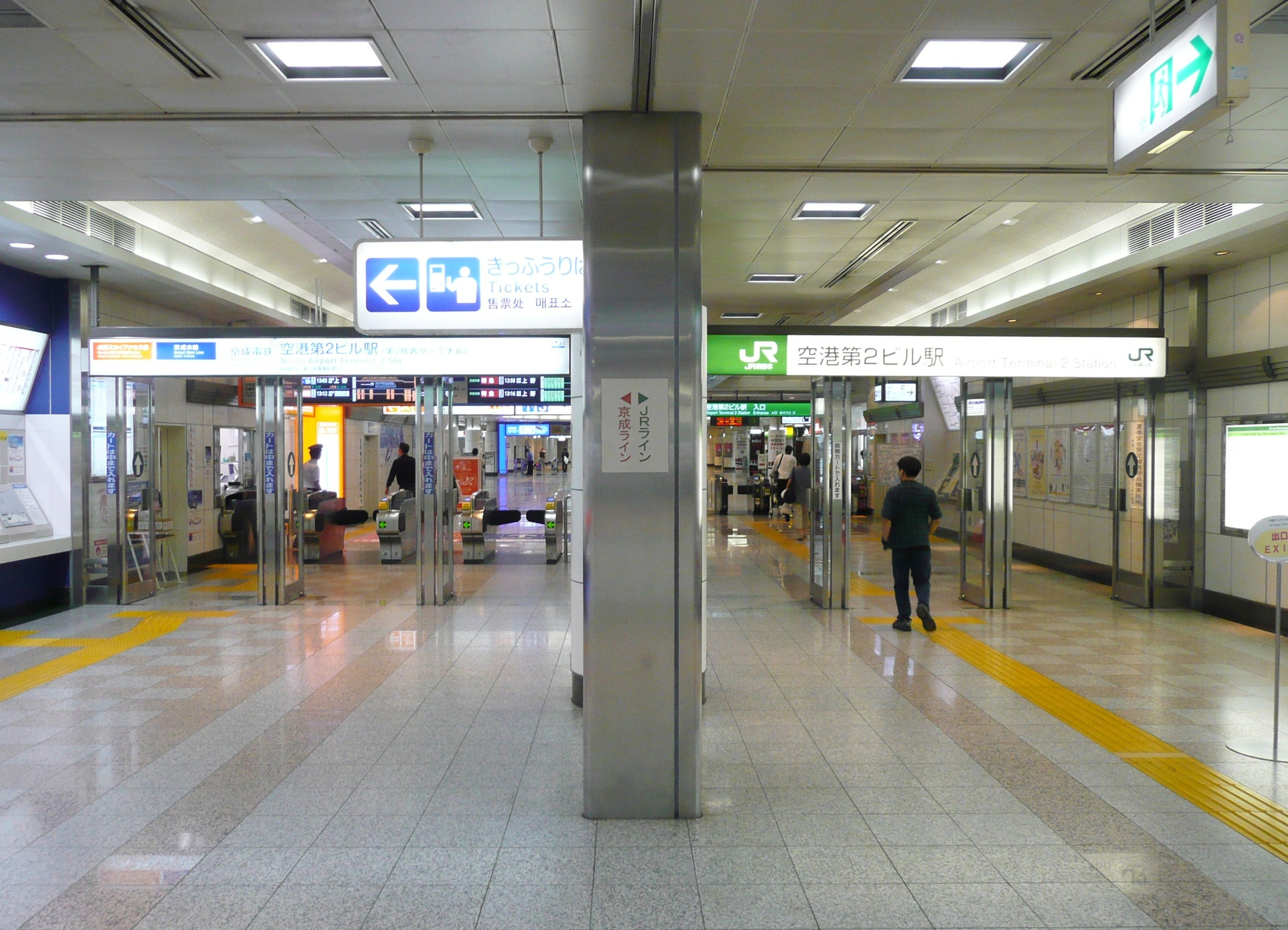
京成（左）とJRの改札口が隣接（2010年7月）
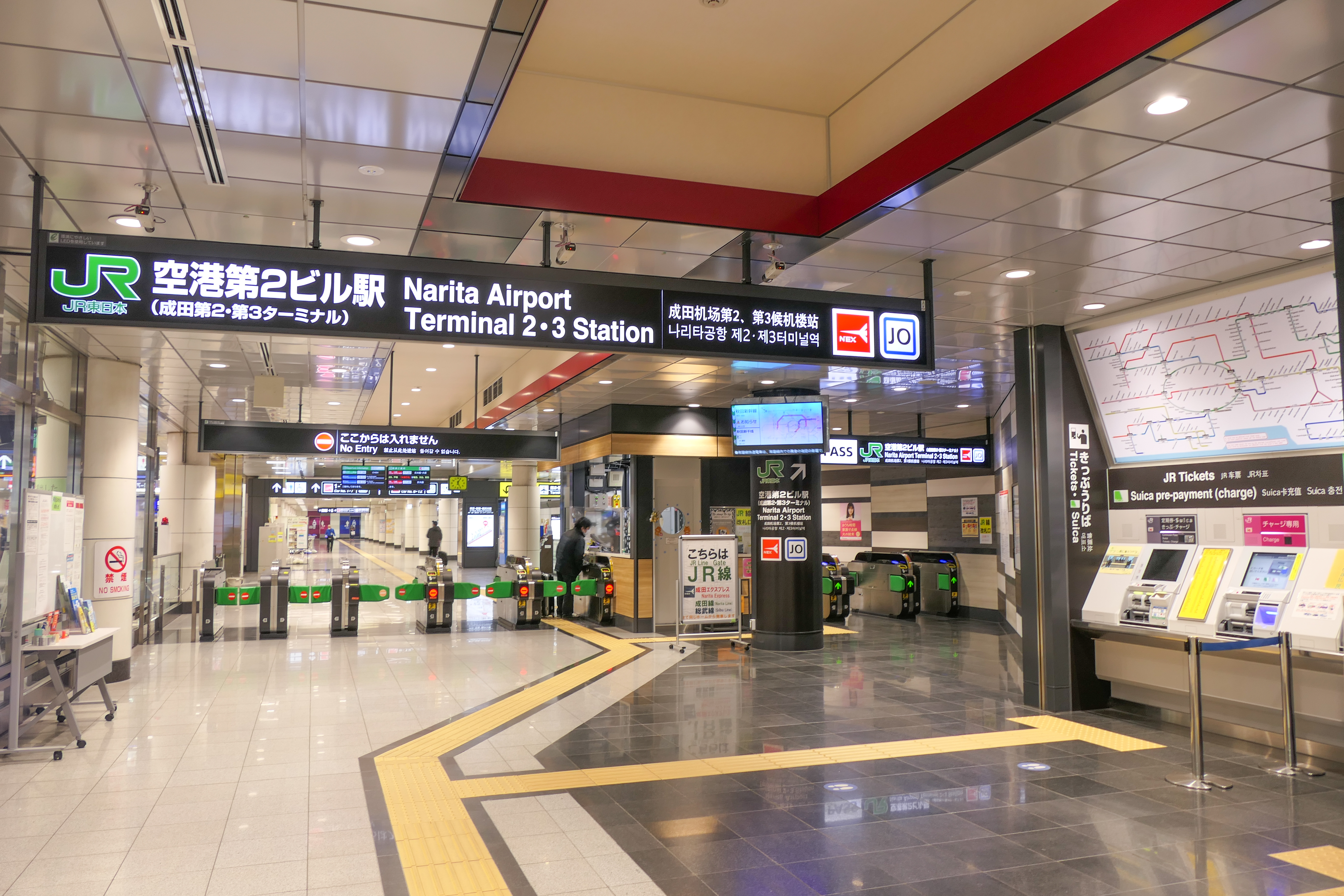
JR改札口（2022年1月）
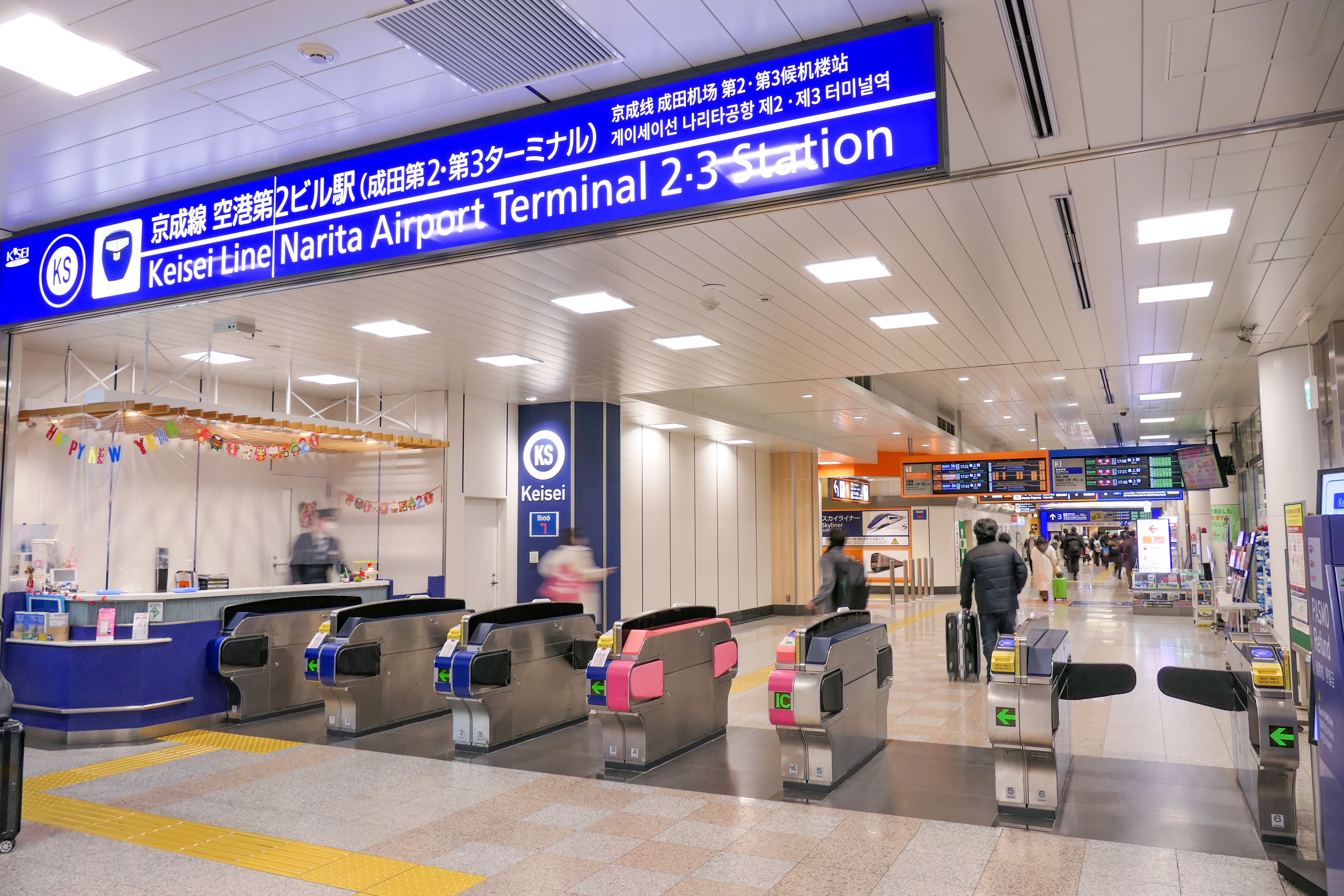
京成改札口（2022年1月）
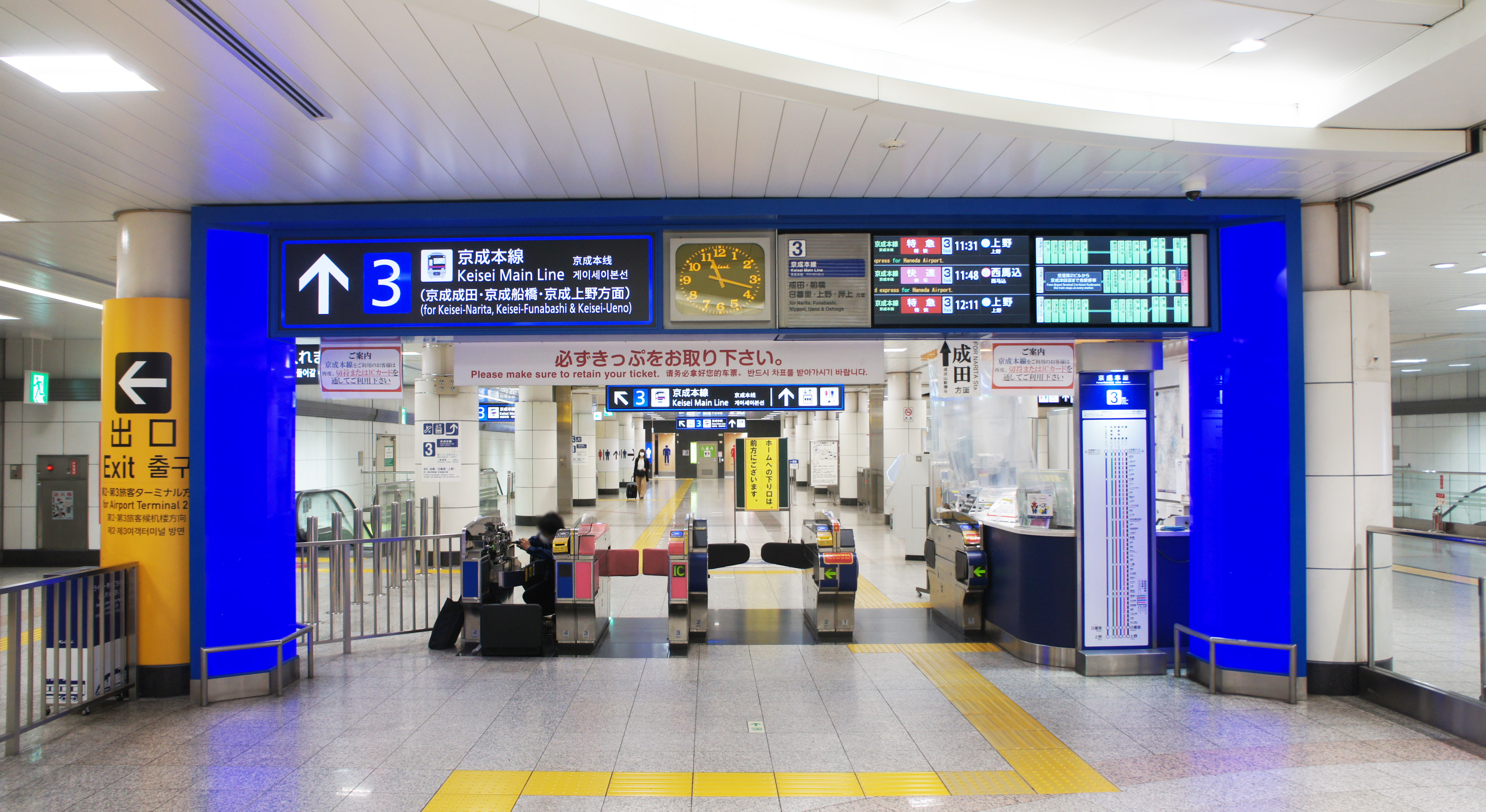
京成中間改札口（2021年5月）
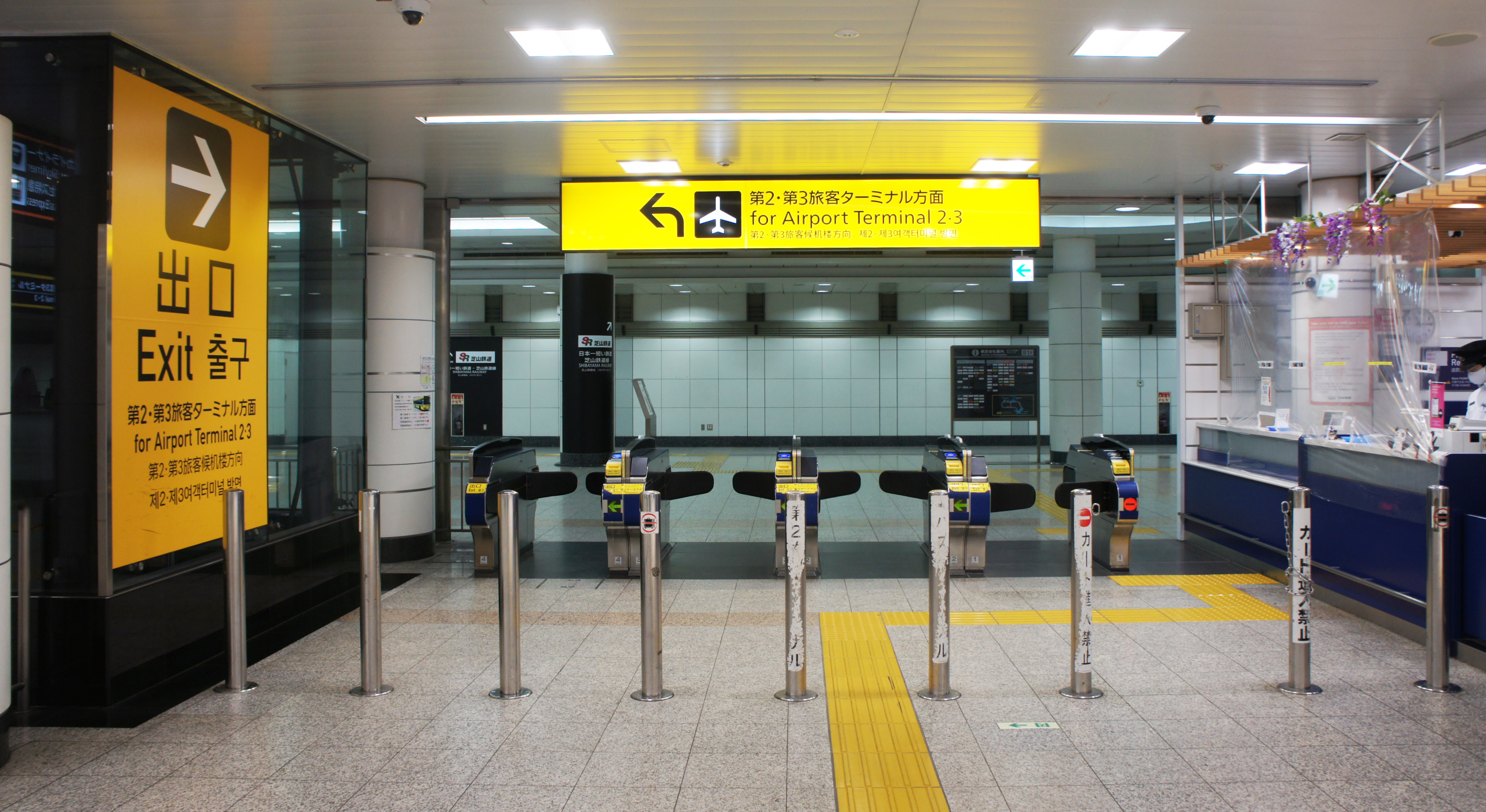
成田スカイアクセス線側の改札口（2021年5月）
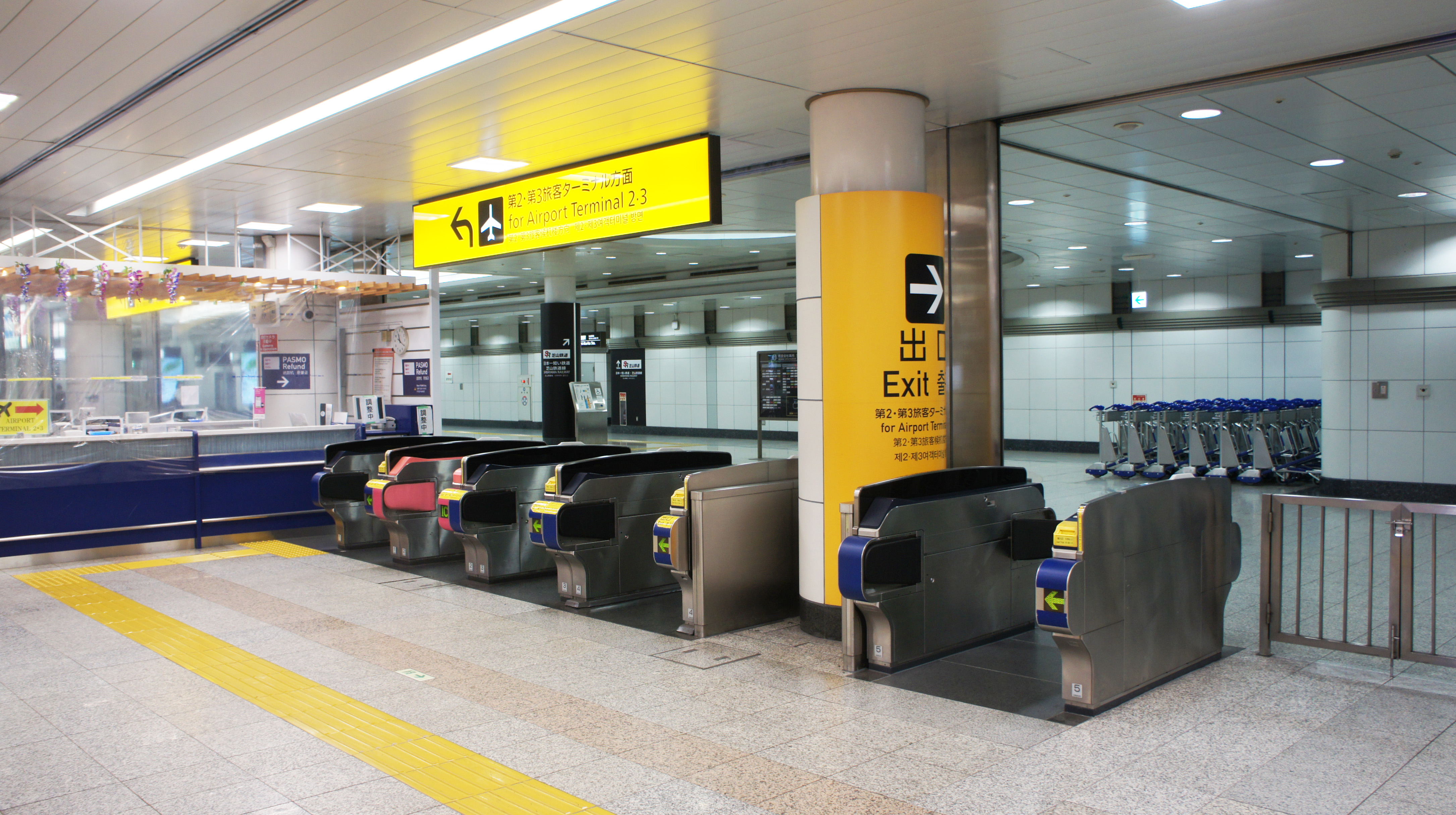
京成本線側の改札口（2021年5月）

### セキュリティエリア
空港建設時の経緯（詳細は成田空港問題を参照）により、2015年（平成27年）3月30日まで、成田国際空港で実施されていた検問に対応するため、改札は入口と出口とに分離されていた。改札入口は通常通りであるが、京成線の改札出口の先に「セキュリティエリア」と呼ばれる空港の検問所があり、かつてはここでパスポートなどの身分証明書の提示を求められるとともに、手荷物検査が行われていた。
JR線からは、一旦京成の構内を通ってセキュリティエリアに行くことになるため、JR線の乗車券は、JR東日本の改札出口では回収されず、京成の改札出口で回収されていた。Suicaおよび相互利用可能な乗車カードでJR線を乗車した場合は、JR東日本の自動改札機にタッチした後、京成側の自動改札機にもタッチして、セキュリティエリアに向かっていた。なお、当駅でJRと京成を乗り継ぐ場合は、セキュリティエリアを通らず、乗り換えが可能であった。東成田駅より地下連絡通路を経由して同駅へ行く場合には、セキュリティエリアを通過しなかった。反対に定期券以外で、同駅から連絡通路を経由して当駅から乗車する場合にも、セキュリティエリアを通ることなくホームに入場できるようになっていた。なお、旅客ターミナルから東成田駅へ徒歩で向かう場合、通常のセキュリティエリアの動線と逆方向に進むことになるが、当駅セキュリティエリアの警備員に東成田駅に向かう旨を伝えれば行くことができた。この場合、身分証明書は不要であった。
成田国際空港側では、検問に代わる機械警備の強化を目的に、2013年（平成25年）3月18日から監視カメラの増設と危険物探知装置を設置し、当駅で実証実験を行っていた。そして、2015年（平成27年）3月30日正午をもって、開港以来実施してきた検問を終了し、ノンストップゲート化を果たした。これにより、JR東日本側の降車客が、京成側を経由して、セキュリティエリアへ出る必要がなくなったため、JR東日本入場改札付近を拡幅して、出口改札も設ける工事を2019年度中に実施することを発表。JRの新しい出口改札は2019年（令和元年）12月10日より供用開始され、JR線の利用客が改札を二度通る必要はなくなった。JR東日本側から京成側に移る改札口が閉鎖となり、セキュリティエリアへ出場するのは京成側の降車客のみとなる。

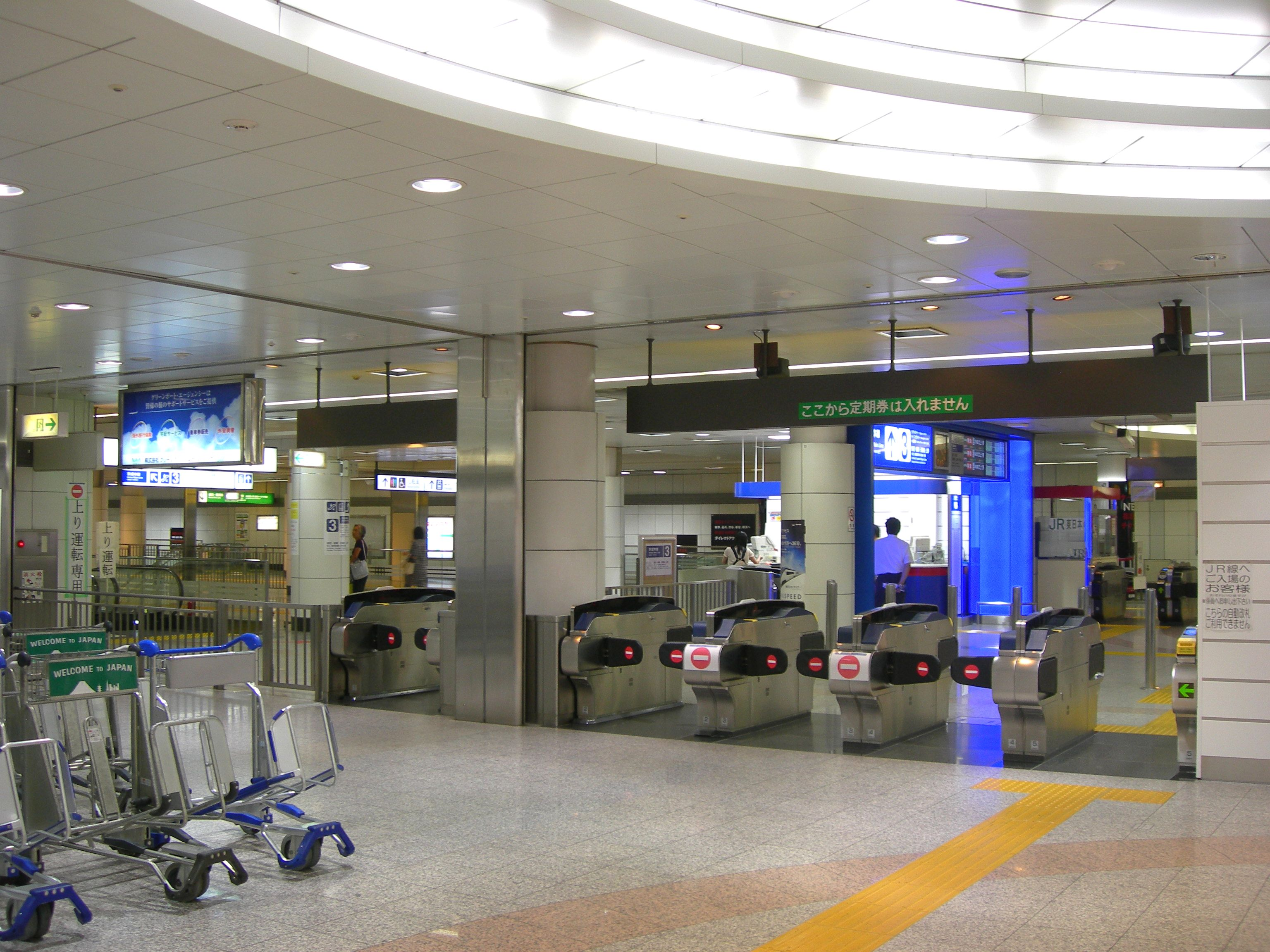
セキュリティエリア外側の改札口（2010年7月）
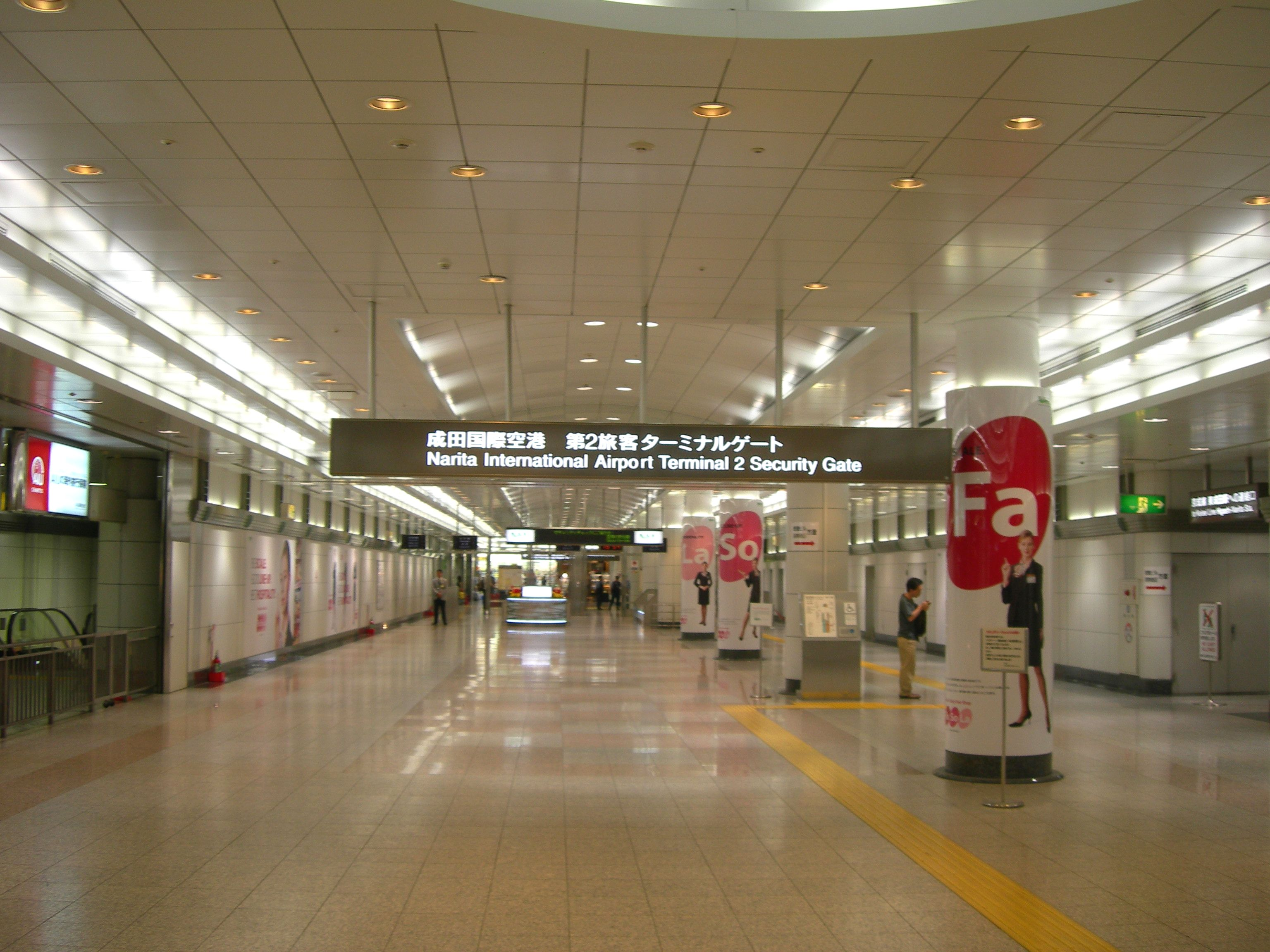
セキュリティエリア右側にある東成田駅への連絡通路（2010年7月）
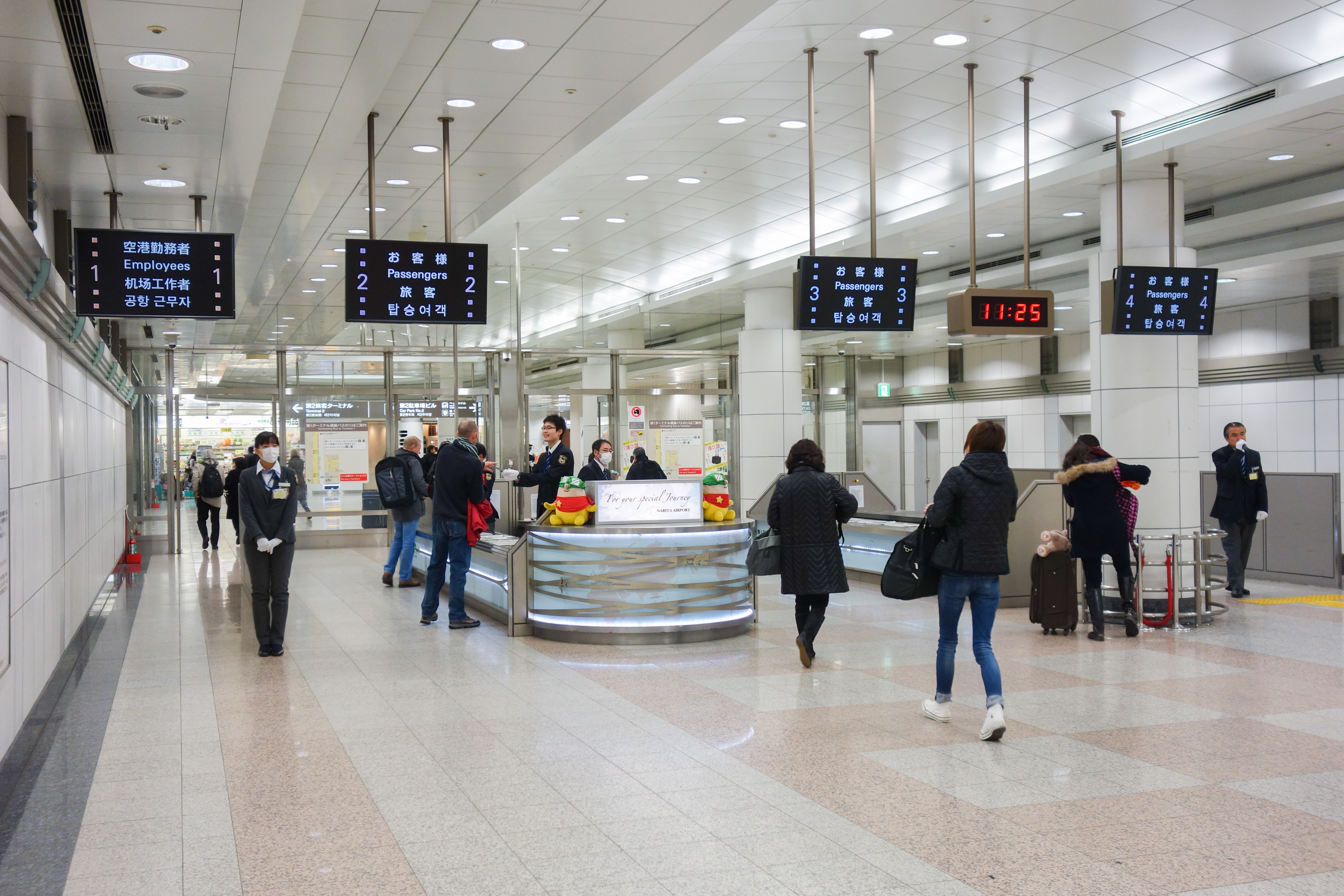
セキュリティエリア運用時の検問（2014年2月）

### のりば
| 番線         | 路線                      | 方向 | 行先                                                                 |
| ------------ | ------------------------- | ---- | -------------------------------------------------------------------- |
| JR線ホーム   |                           |      |                                                                      |
| 1            | ■ 成田線・ 総武線（快速） | 上り | 成田・千葉・東京方面                                                 |
| 1            | ■ 成田線                  | 下り | 成田空港方面                                                         |
| 京成線ホーム |                           |      |                                                                      |
| 1            | 成田スカイアクセス線      | 上り | 印旛日本医大・日暮里・京成上野・押上・ 都営浅草線・ 京急線方面       |
| 2            | 成田スカイアクセス線      | 下り | 成田空港方面                                                         |
| 3            | 京成本線                  | 上り | 京成成田・京成船橋・日暮里・京成上野・押上・ 都営浅草線・ 京急線方面 |
| 4            | 京成本線                  | 下り | 成田空港方面                                                         |

JR線ホーム
成田線のラインカラーである緑（■）は旅客案内ではほとんど使われず、代わりに直通先である総武快速線のラインカラーである青（■）が使用されているが、2018年3月の駅ナンバリング実施に伴う案内更新により、駅名標の帯は青から緑に変更されている。単式ホームではあるものの、ホームへのエレベーターの入口の案内表記では「1番線」として扱われている。

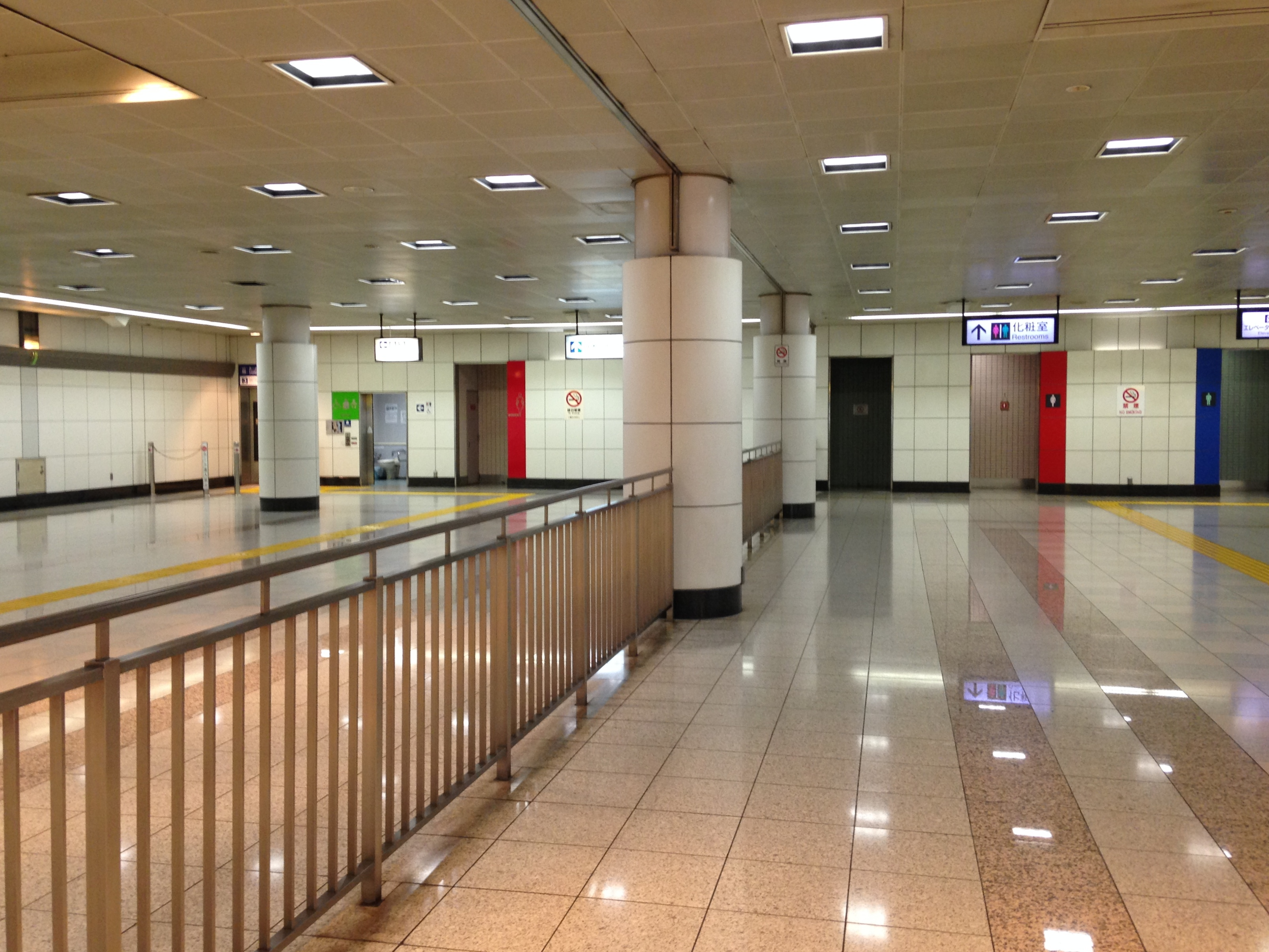
京成（左）とJRの駅構内 （2015年9月）
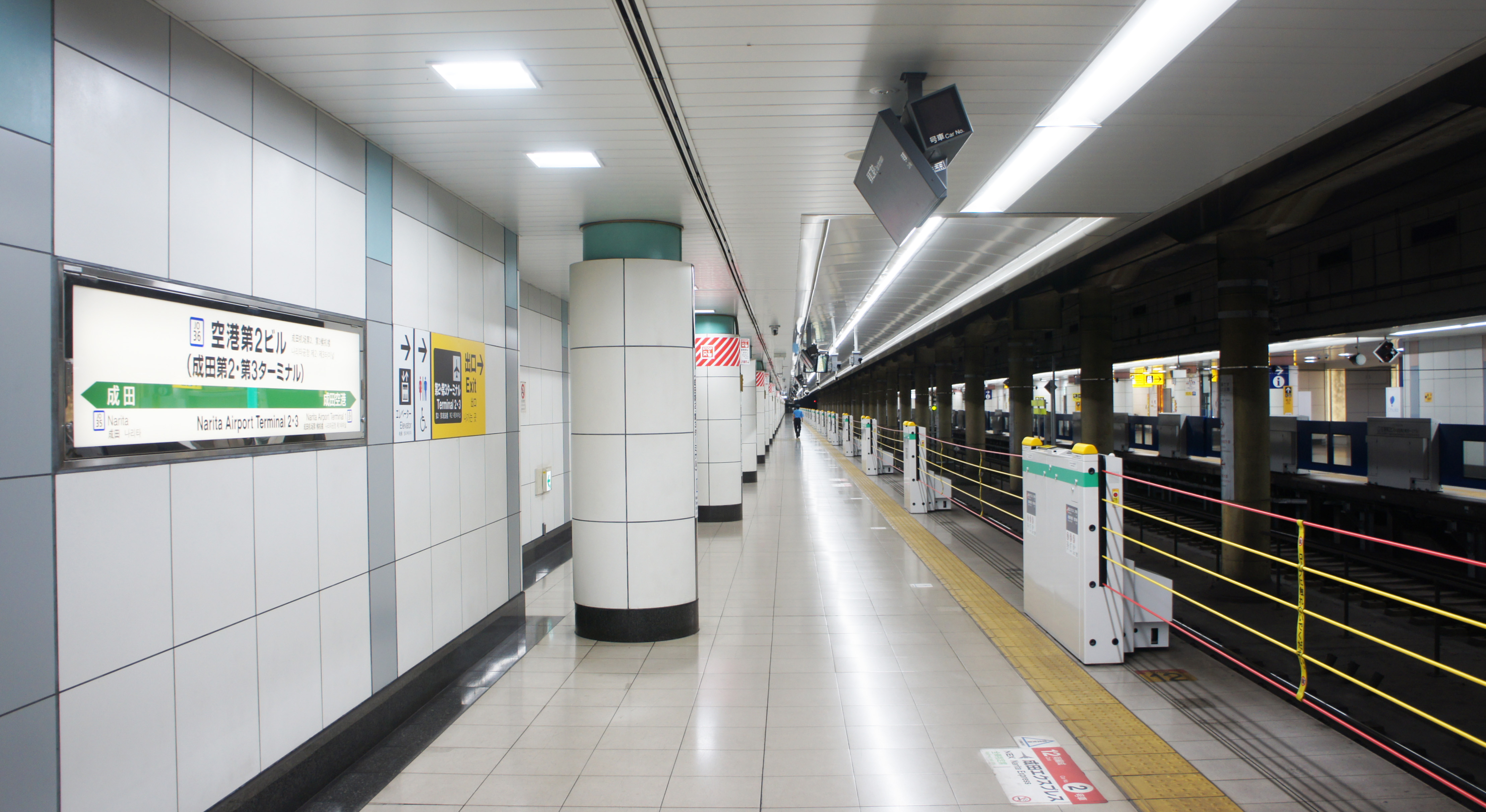
JRホーム（2021年5月）

京成線ホーム
改修前は、成田空港寄りが一般列車専用ホーム、成田寄りが「スカイライナー」「モーニングライナー」「イブニングライナー」専用ホームとなっていた。
京成1番線ホームと3番線ホーム、2番線ホームと4番線ホームは各々同一線路上にある。京成3番線は有効長が6両分しかないため、8両編成の列車は成田空港寄り2両分が1番線にはみ出すが、ドアカットは行われない（後述）。
当駅 - 成田空港間の乗車に関して、「スカイライナー」「イブニングライナー」の利用はできない。

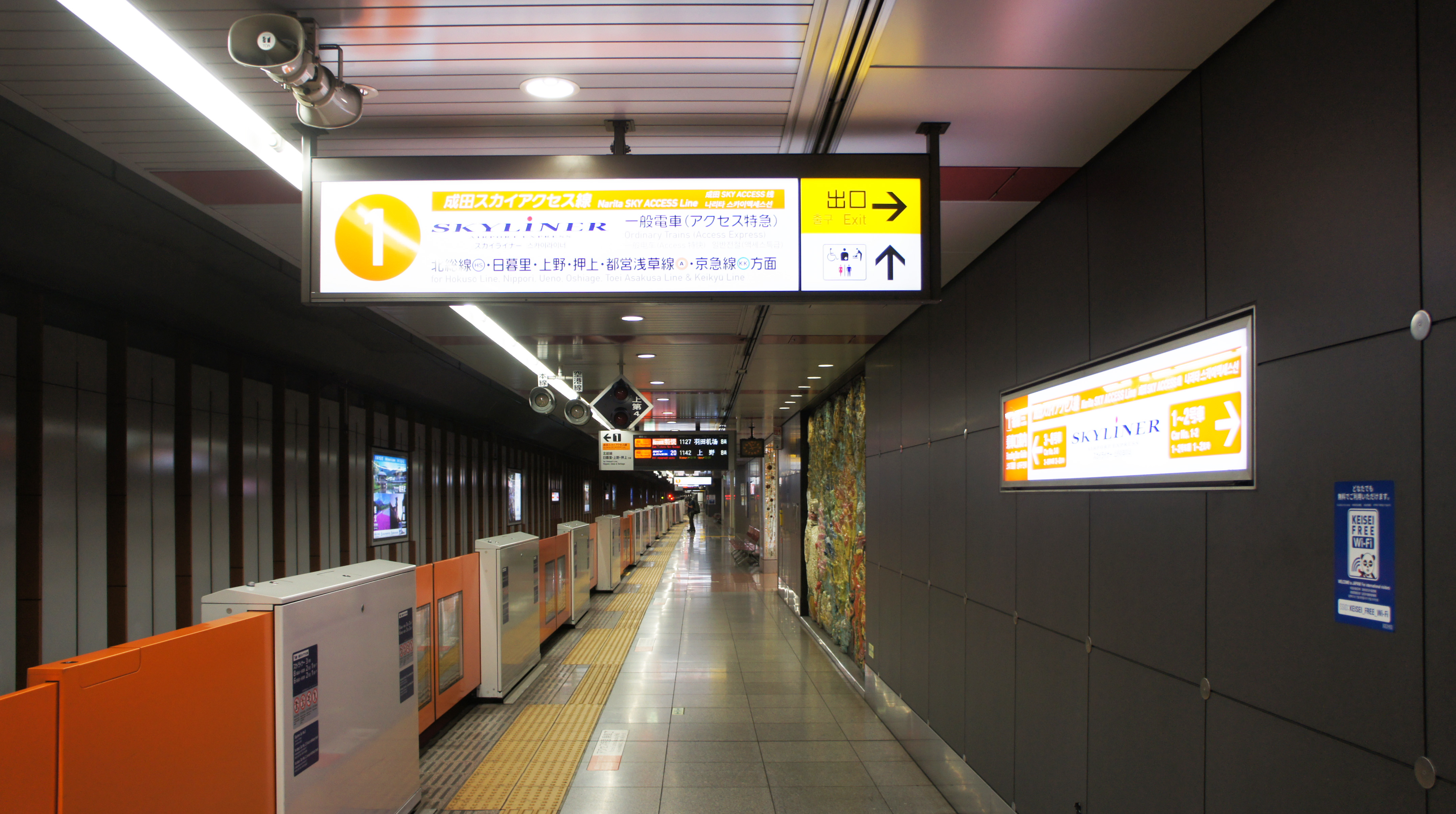
成田スカイアクセス（線1番線）ホーム（2021年5月）
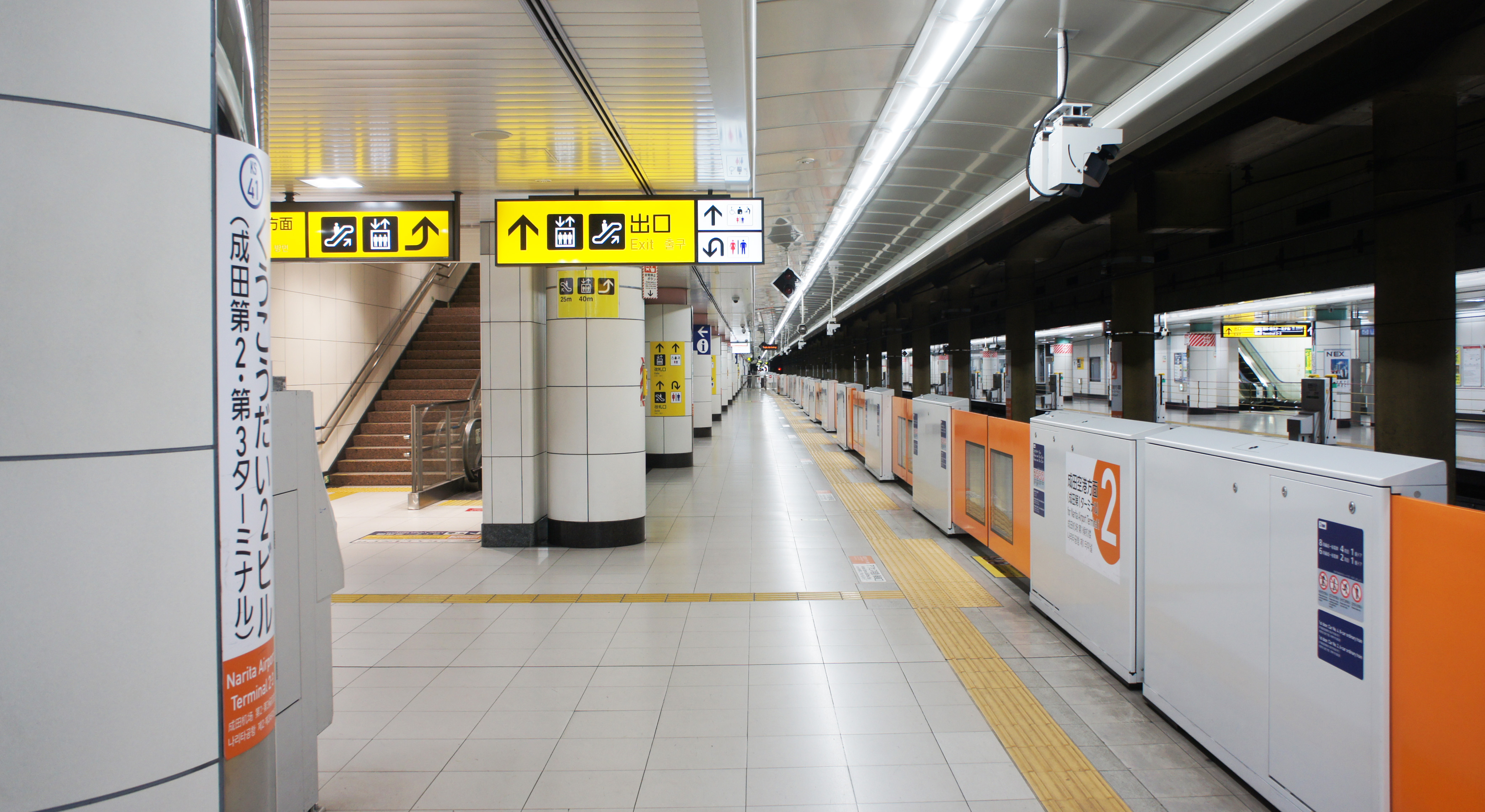
成田スカイアクセス線（2番線）ホーム（2021年5月）
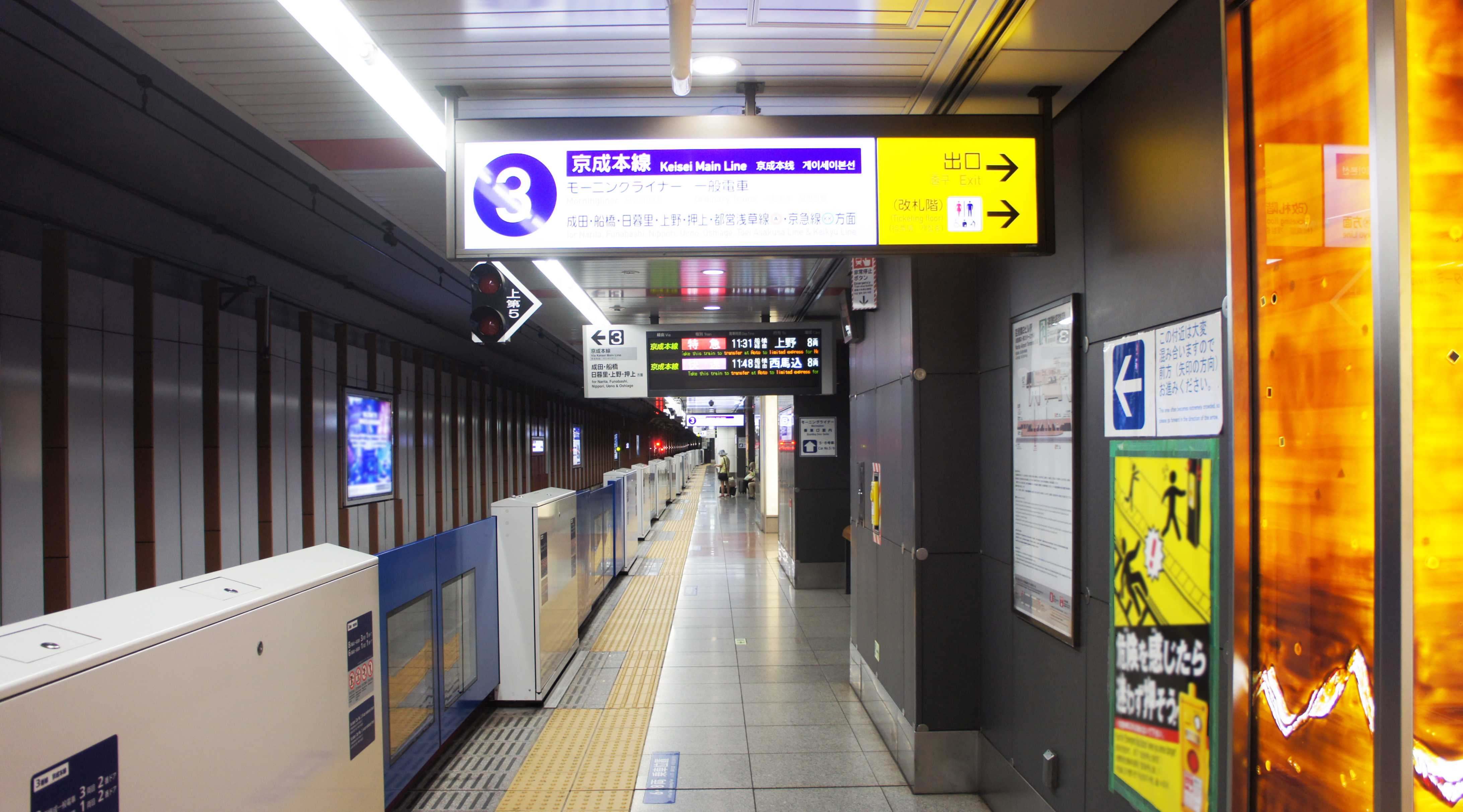
京成本線（3番線）ホーム（2021年5月）
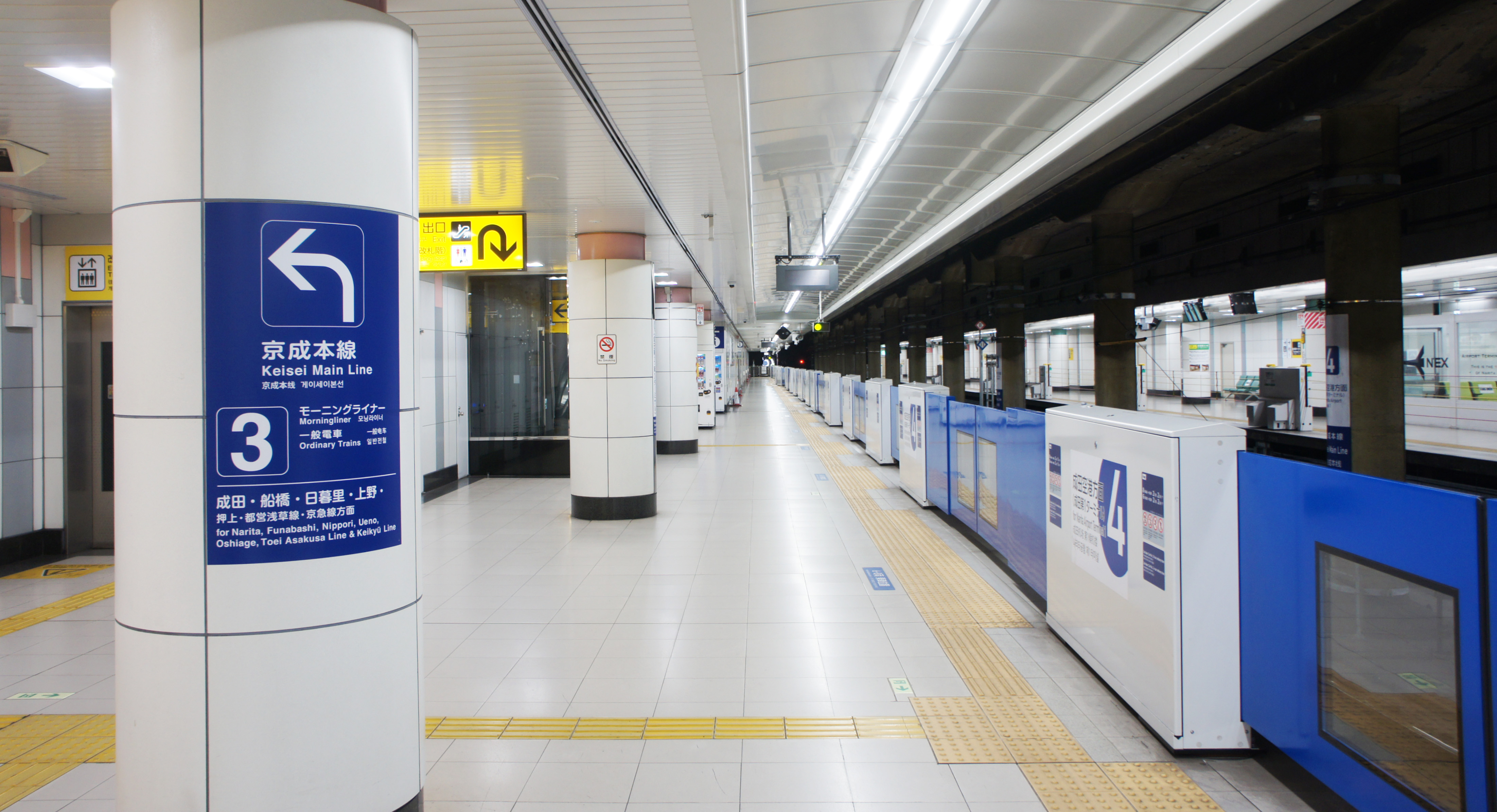
京成本線（4番線）ホーム（2021年5月）

### 京成線ホームの改修
成田空港線（成田スカイアクセス線）の開業に合わせ、当駅では京成側のホームが2009年11月14日より島式化され、上り専用ホームが新設されている。
工事の概要としては、京成線のホーム外側に新たな躯体を建設し、そこに1線通すことで1面2線の島式ホーム（266メートル）に改良し、運行を上下で分けることができるようにした。この工事部分の地上には第2旅客ターミナルビル到着階の第3レーンがあり、既設の共同溝があるため、まずこれを移設する必要があった。移設が完了した後に古い共同溝を撤去し、新しい躯体を建設した。躯体工事は成田国際空港株式会社が担当し、その後、成田高速鉄道アクセス株式会社が躯体の内部にレールを敷設し、信号機器やエスカレーター・エレベーターなどの諸施設を整備した。なお、改修工事完成後は成田方面から当駅までの京成本線が複線になったが、成田空港方面の線路は単線のままである。
成田スカイアクセス線の開業により当駅 - 京成高砂駅間のルートが2通りとなったが、2つのルートは運賃が異なるので、ルートの特定と運賃の算定を行うためと誤乗を防ぐ観点から、当駅のホームを京成本線専用ホーム（浦賀・京成上野方、3・4番線ホーム）と成田スカイアクセス線専用ホーム（成田空港方、1・2番線ホーム）に分け、京成本線コンコースに中間改札が設置されている。なお2020年2月16日より、出口動線の変更により、出場時は中間改札を通過する必要がなくなった。
前述の通り、京成本線専用の3番線ホームは6両しか有効長がないため、8両編成のうち後2両が成田スカイアクセス線専用の1番線ホームにかかる。当駅に乗り入れる各社局の車両にはドアカットの装備は行われておらず、ドアは通常通り開閉される。それにより、「京成本線経由の乗車券を購入した乗客が誤って電車を降り、その後で成田スカイアクセス線経由の電車に乗る」、もしくは「成田スカイアクセス線経由の乗車券を購入し、京成本線経由の電車に誤乗する」ことが物理的に可能な状態となっている。京成では注意喚起として1番線ホームの該当する乗車口にLED式乗車案内を頭上に設置し、本線経由の列車が到着すると日本語と英語、韓国語、簡体字中国語により「ご乗車できません」（英語：No Boarding）という注意書きが表示される。他にも壁面には4か国語（日・英・中・韓）で注意書きが書かれている。なお、京成本線の乗客が誤って成田スカイアクセス線のホームに下車した場合、駅員の誘導により一時的に職員通用口が開放され、京成本線のホーム側に案内される。
2・4番線は2019年2月23日より、1・3番線は同年3月17日よりホームドアの使用をそれぞれ開始した。ただし、3番線ホーム発着時、1番線ホーム側にかかる部分のホームドアもそのまま開閉するため、前述の問題の解決には至っていない。

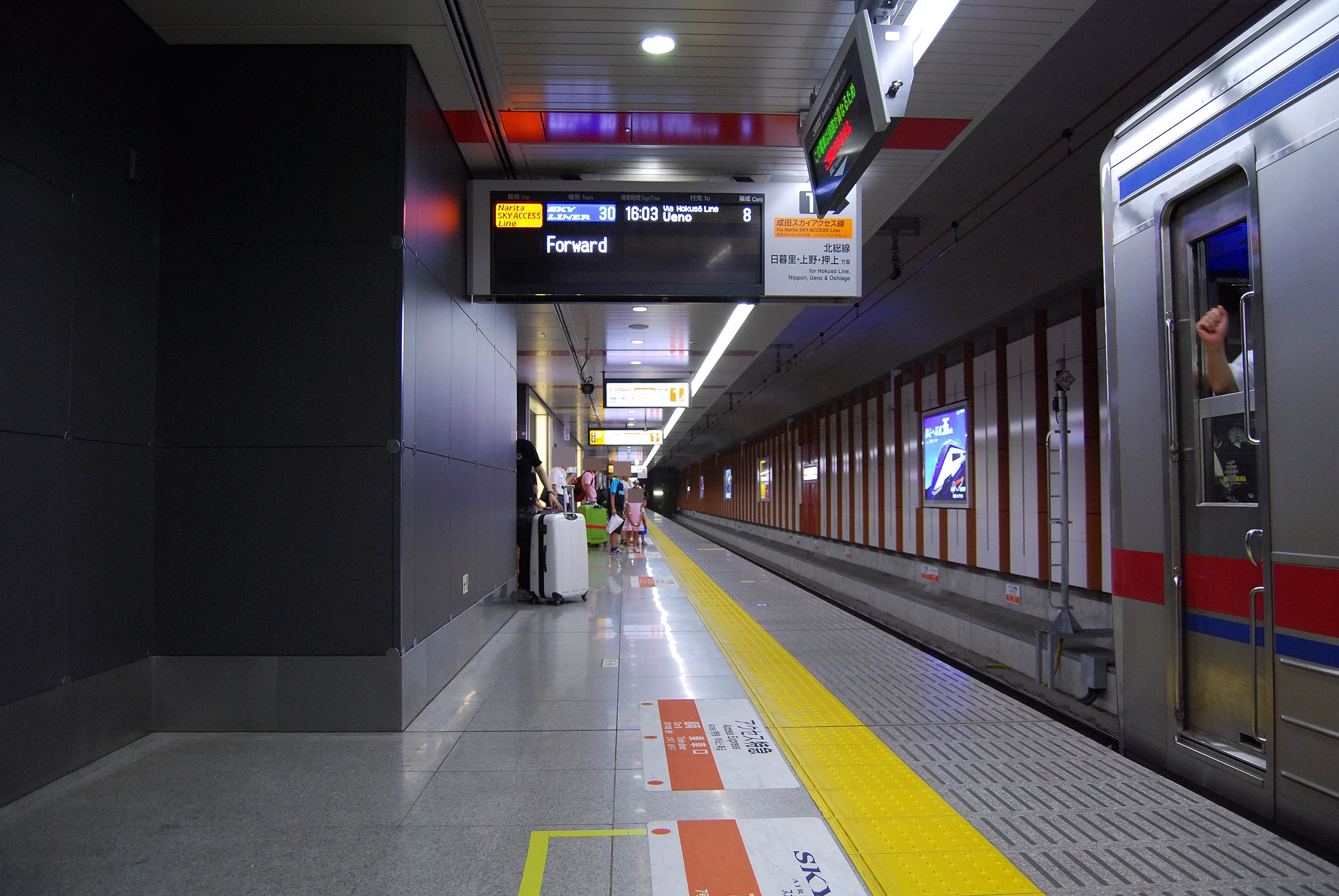
改修前の成田スカイアクセス線（1番線）ホーム（2010年7月）
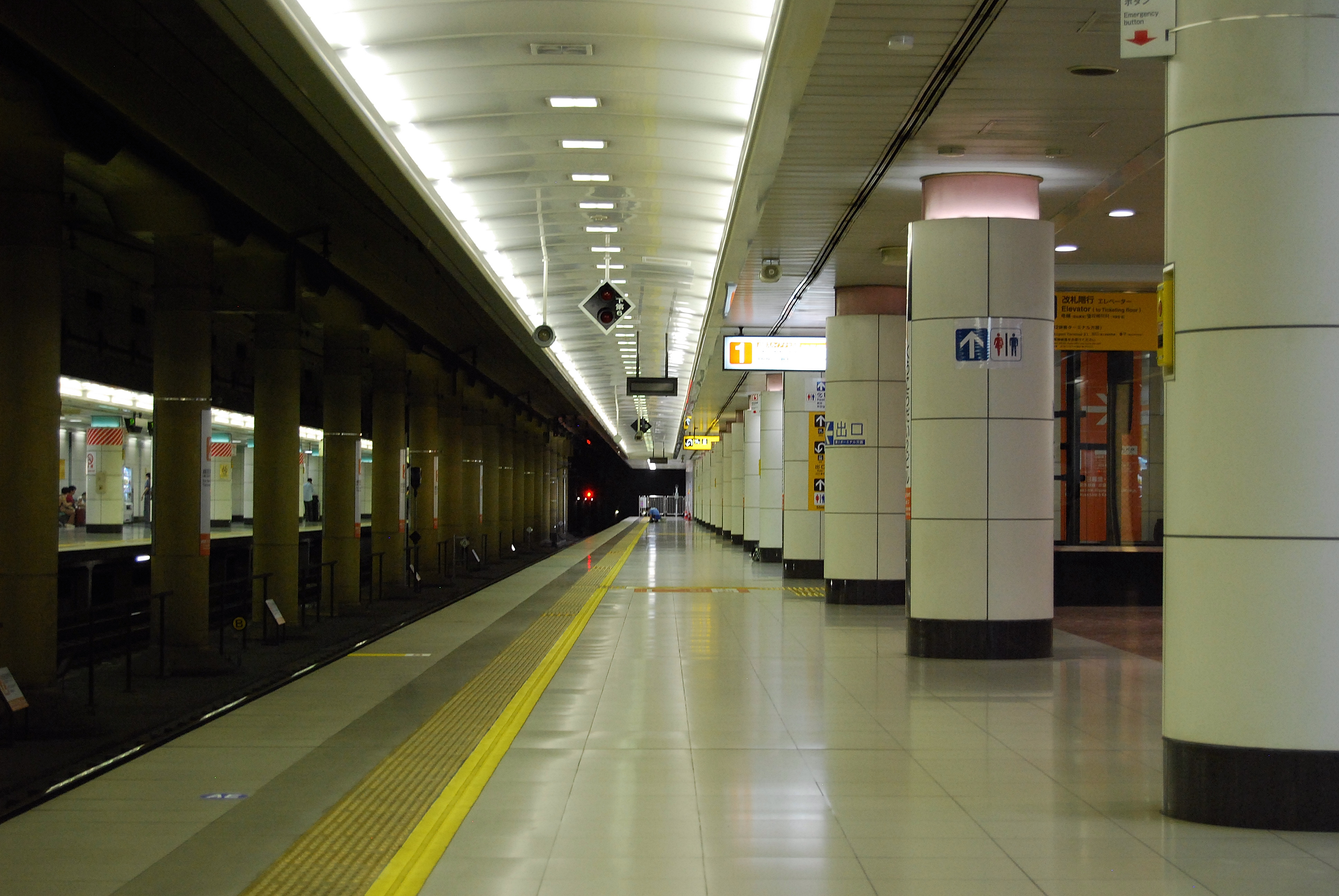
改修前の京成本線（2番線）ホーム（2010年7月）
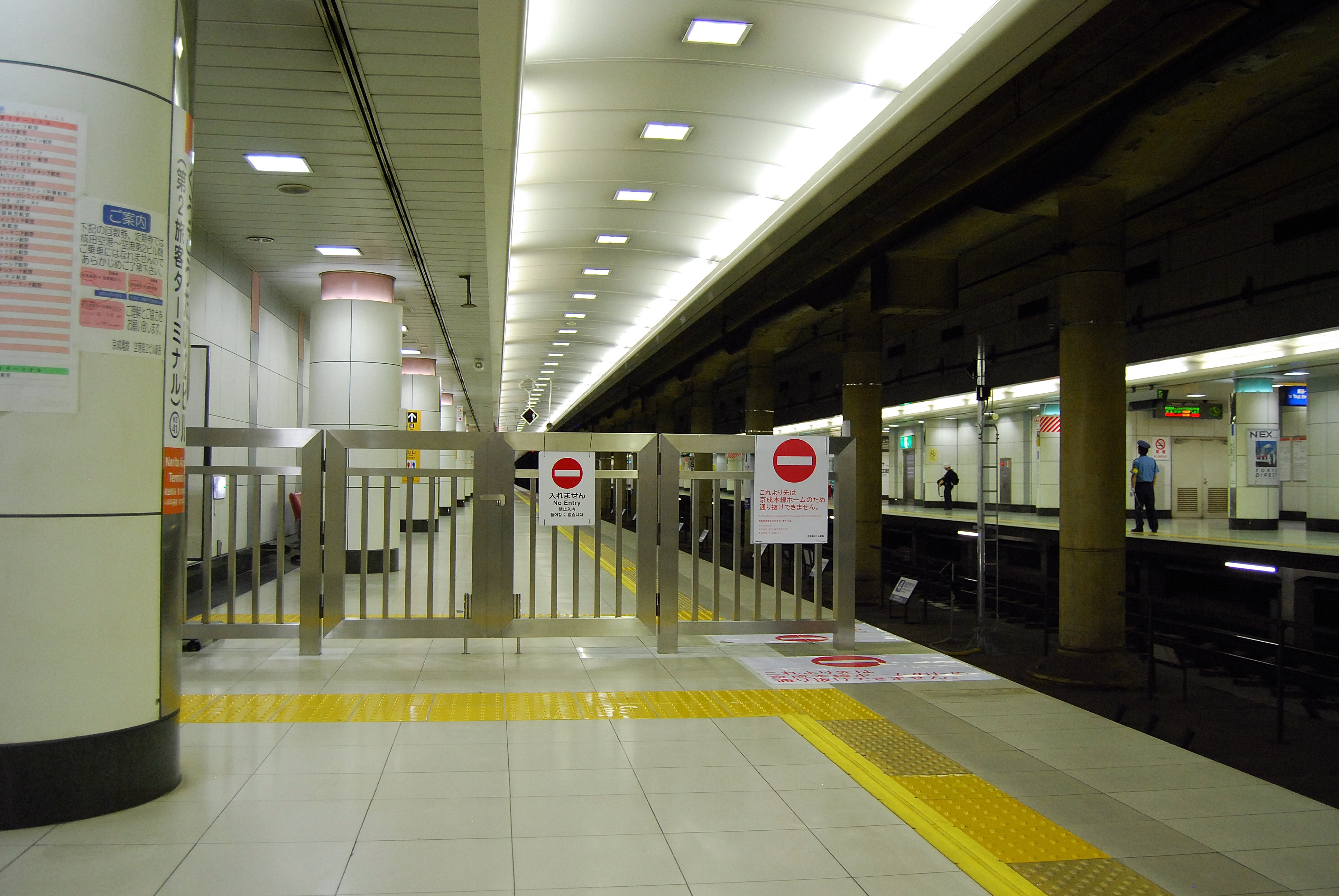
京成本線（4番線）と成田スカイアクセス線のホームを区別する柵（2010年7月）
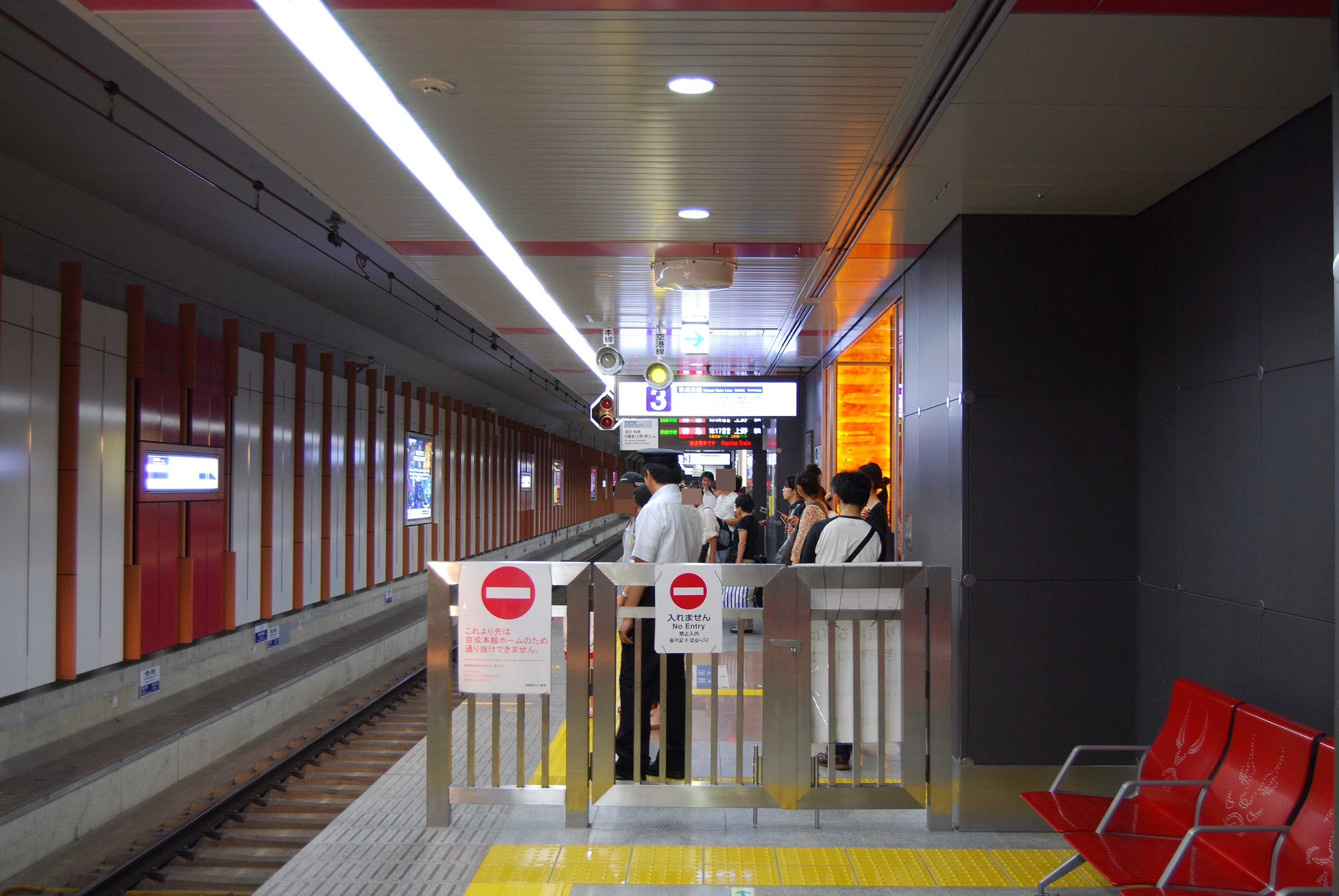
京成本線（3番線）と成田スカイアクセス線のホームを区別する柵（2010年7月）
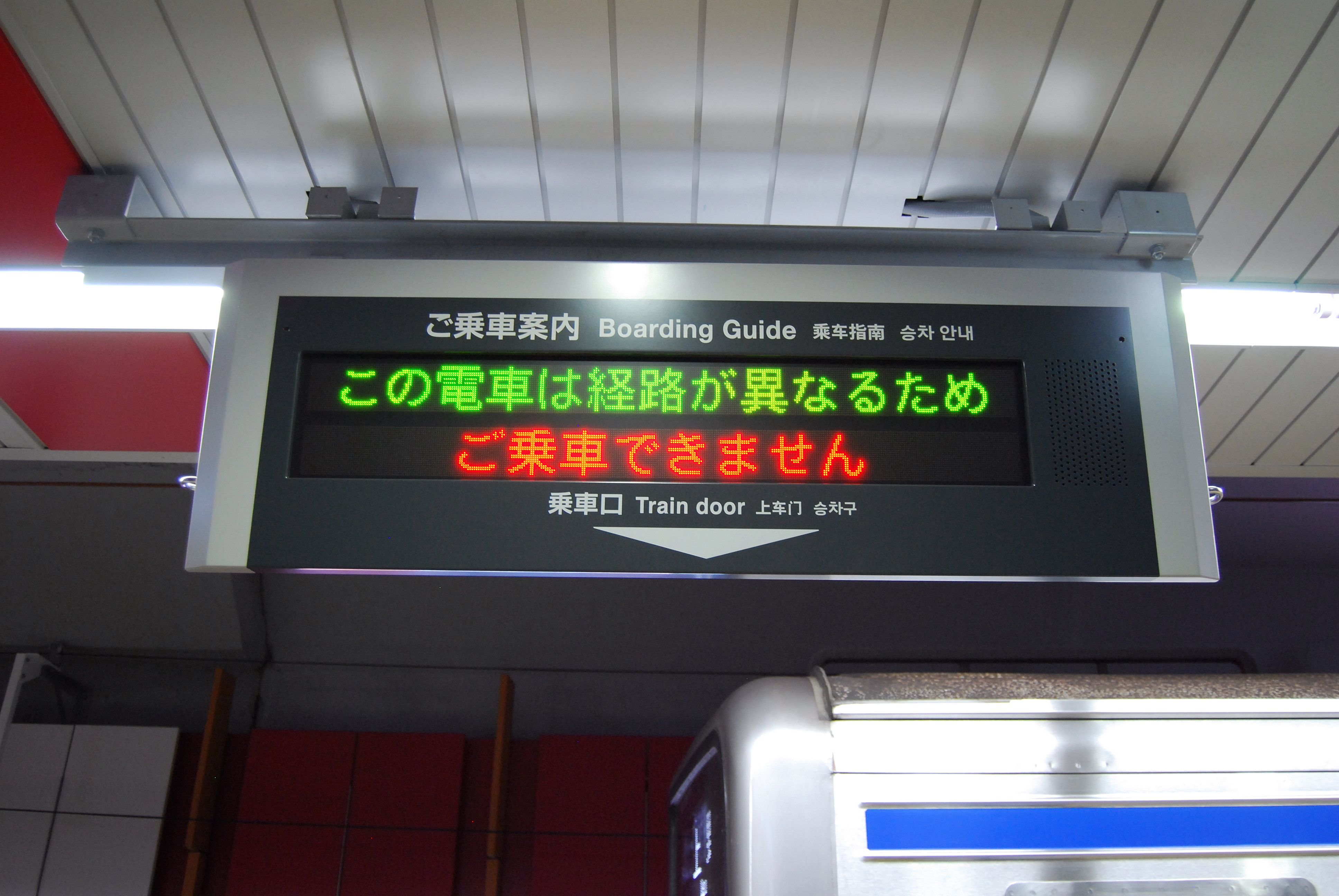
成田スカイアクセス線（1番線）ホーム（京成本線側）にある注意喚起用LED式乗車案内（2010年7月）

## 利用状況
- JR東日本 - 2023年度の1日平均乗車人員は5,267人である[JR 1]。
- 京成電鉄 - 2024年度の1日平均乗降人員は35,736人である[京成 1]。

2006年6月2日に成田空港の第1ターミナルビルが拡張され、それまで第2ターミナルを使用していた全日本空輸 (ANA) を中心としたスターアライアンス加盟航空会社の一部などが移転した影響で、当駅の同年度の乗降人員はJR東日本・京成とも減少した。また、2020年度は新型コロナウイルス感染症（COVID-19）の世界的流行の影響で大幅な落ち込みとなった。

### 年度別1日平均乗降人員
近年の1日平均乗降人員の推移は下表のとおりである（JRは除く）。
| 年度               | 京成電鉄         | 京成電鉄 | 京成電鉄         | 京成電鉄   |
| 年度               | 京成本線         | 京成本線 | 成田空港線       | 成田空港線 |
| 年度               | 1日平均 乗降人員 | 増加率   | 1日平均 乗降人員 | 増加率     |
| ------------------ | ---------------- | -------- | ---------------- | ---------- |
| 2003年（平成15年） | 19,461           |          | 未 開 業         | 未 開 業   |
| 2004年（平成16年） | 22,372           | 15.0%    | 未 開 業         | 未 開 業   |
| 2005年（平成17年） | 21,896           | −2.1%    | 未 開 業         | 未 開 業   |
| 2006年（平成18年） | 18,134           | −17.2%   | 未 開 業         | 未 開 業   |
| 2007年（平成19年） | 18,452           | 1.8%     | 未 開 業         | 未 開 業   |
| 2008年（平成20年） | 17,170           | −6.9%    | 未 開 業         | 未 開 業   |
| 2009年（平成21年） | 16,012           | −6.7%    | 未 開 業         | 未 開 業   |
| 2010年（平成22年） | 11,442           | −28.5%   | 7,503            |            |
| 2011年（平成23年） | 10,282           | −10.1%   | 4,603            | −38.7%     |
| 2012年（平成24年） | 11,776           | 14.5%    | 5,964            | 29.6%      |
| 2013年（平成25年） | 12,478           | 6.0%     | 7,487            | 25.5%      |
| 2014年（平成26年） | 12,615           | 1.1%     | 8,496            | 13.5%      |
| 2015年（平成27年） | 13,302           | 5.4%     | 9,462            | 11.4%      |
| 2016年（平成28年） | 14,163           | 6.5%     | 11,190           | 18.3%      |
| 2017年（平成29年） | 15,293           | 8.0%     | 12,946           | 15.7%      |
| 2018年（平成30年） | 16,434           | 7.5%     | 13,963           | 7.9%       |
| 2019年（令和元年） | 16,025           | −2.5%    | 14,057           | 0.7%       |
| 2020年（令和02年） | 6,306            | −60.6%   | 2,762            | −80.4%     |
| 2021年（令和03年） | 7,221            | 14.5%    | 4,071            | 47.4%      |
| 2022年（令和04年） | 9,734            | 34.8%    | 8,769            | 115.4%     |
| 2023年（令和05年） | 12,737           | 30.9%    | 16,369           | 86.7%      |

### 年度別1日平均乗車人員
開業以後の1日平均乗車人員の推移は以下の通り。
| 年度               | JR東日本 | 京成電鉄 | 出典              |
| ------------------ | -------- | -------- | ----------------- |
| 1992年（平成04年） | 3,991    | 1,801    | [ 千葉県統計 1 ]  |
| 1993年（平成05年） | 4,537    | 6,496    | [ 千葉県統計 2 ]  |
| 1994年（平成06年） | 5,131    | 7,282    | [ 千葉県統計 3 ]  |
| 1995年（平成07年） | 5,482    | 7,790    | [ 千葉県統計 4 ]  |
| 1996年（平成08年） | 5,689    | 8,362    | [ 千葉県統計 5 ]  |
| 1997年（平成09年） | 5,765    | 8,347    | [ 千葉県統計 6 ]  |
| 1998年（平成10年） | 5,565    | 8,395    | [ 千葉県統計 7 ]  |
| 1999年（平成11年） | 5,930    | 8,727    | [ 千葉県統計 8 ]  |
| 2000年（平成12年） | 6,339    | 9,389    | [ 千葉県統計 9 ]  |
| 2001年（平成13年） | 5,730    | 9,197    | [ 千葉県統計 10 ] |
| 2002年（平成14年） | 6,667    | 10,822   | [ 千葉県統計 11 ] |
| 2003年（平成15年） | 5,975    | 10,282   | [ 千葉県統計 12 ] |
| 2004年（平成16年） | 6,876    | 11,673   | [ 千葉県統計 13 ] |
| 2005年（平成17年） | 6,947    | 11,473   | [ 千葉県統計 14 ] |
| 2006年（平成18年） | 5,666    | 9,458    | [ 千葉県統計 15 ] |
| 2007年（平成19年） | 5,631    | 9,561    | [ 千葉県統計 16 ] |
| 2008年（平成20年） | 4,920    | 8,809    | [ 千葉県統計 17 ] |
| 2009年（平成21年） | 4,422    | 8,209    | [ 千葉県統計 18 ] |
| 2010年（平成22年） | 4,123    | 8,620    | [ 千葉県統計 19 ] |
| 2011年（平成23年） | 3,482    | 7,701    | [ 千葉県統計 20 ] |
| 2012年（平成24年） | 3,925    | 9,302    | [ 千葉県統計 21 ] |
| 2013年（平成25年） | 4,278    | 10,384   | [ 千葉県統計 22 ] |
| 2014年（平成26年） | 4,114    | 10,807   | [ 千葉県統計 23 ] |
| 2015年（平成27年） | 4,732    | 11,833   | [ 千葉県統計 24 ] |
| 2016年（平成28年） | 4,952    | 13,072   | [ 千葉県統計 25 ] |
| 2017年（平成29年） | 5,292    | 14,581   | [ 千葉県統計 26 ] |
| 2018年（平成30年） | 5,719    | 15,827   | [ 千葉県統計 27 ] |
| 2019年（令和元年） | 5,629    | 15,584   | [ 千葉県統計 28 ] |
| 2020年（令和02年） | 1,894    | 4,500    | [ 千葉県統計 29 ] |
| 2021年（令和03年） | 2,047    | 5,573    | [ 千葉県統計 30 ] |
| 2022年（令和04年） | 3,621    | 9,357    | [ 千葉県統計 31 ] |
| 2023年（令和05年） | 5,267    | 15,300   |                   |
| 2024年（令和06年） |          | 18,823   |                   |

備考
1. ↑  2010年7月17日開業。開業日から翌年3月31日までの計258日間を集計したデータ。
2. 1 2  1992年12月3日開業。開業日から翌年3月31日までの計119日間を集計したデータ。

## 隣の駅
東日本旅客鉄道（JR東日本）
■成田線（空港支線）
- 特急「成田エクスプレス」停車駅

■快速・■普通（各駅停車）
成田駅 (JO 35) - （堀之内信号場） - 空港第2ビル駅 (JO 36) - 成田空港駅 (JO 37)
京成電鉄
 本線
- ■「モーニングライナー」「イブニングライナー」停車駅

■快速特急・■特急・■通勤特急・■快速・■普通
京成成田駅 (KS40) - （駒井野信号場） - 空港第2ビル駅 (KS41) - 成田空港駅 (KS42)
 成田スカイアクセス線（成田空港線）
- ■「スカイライナー」停車駅

■アクセス特急
成田湯川駅 (KS43) - （根古屋信号場） - 空港第2ビル駅 (KS41) - 成田空港駅 (KS42)
※ 京成の空港第2ビル駅 - 成田空港駅間は、本線と成田空港線の重複区間という扱いである。